# Schwarzwald (Luisenthal)
Schwarzwald ist ein Ortsteil der Gemeinde Luisenthal im Landkreis Gotha in Thüringen.

## Geschichte
Schwarzwald liegt am Fuß der  Swarcwalde castrum (Burg Schwarzwald), auch Käfernburg genannt. Er zählt zu den älteren Siedlungen im Thüringer Wald. Der Ort wurde bereits 930 als Waldsazi urkundlich erwähnt und teilt die frühe Besitzgeschichte der im Dreißigjährigen Krieg zerstörten Käfernburg. Im 14. Jahrhundert bestanden am Ort fünf Schneidemühlen. 1535 wurde der Ort Sitz des Amts Schwarzwald, zu dem acht Orte und Siedlungen zählten. 1642 wurde der Amtssitz nach Zella St. Blasii verlegt. Am 1. Juli 1950 wurde Schwarzwald nach Stutzhaus eingemeindet. Am 1. März 1951 erhielt diese Gemeinde den Namen Luisenthal. Wesentliche Teile des Ortes versanken durch den Bau der Ohra-Talsperre in den Fluten des Stausees.

## Persönlichkeiten
- Johann Christoph von Limbach (* 1644 in Schwarzwald; † 1710 in Regensburg), hannoverscher Hof- und Geheimrat,  Komitialgesandter für das Herzogtum Braunschweig-Lüneburg